# 1980 في بيرو
فيما يلي قوائم الأحداث التي وقعت خلال عام 1980 في بيرو.

## سياسة

### تعيين في المنصب
- 26 يوليو – خوسيه بوستامانتي ص ريفيرو عضو مجلس شيوخ بيرو.
- 28 يوليو – فرناندو تيري رئيس بيرو.

### انتهاء فترة المنصب
- 28 يوليو – فرانسيسكو موراليس بيرموديز رئيس بيرو.

## مواليد

### يناير
- 12 يناير – راينر توريس لاعب كرة قدم بيروفي.

### مارس
- 2 مارس – خوان كارلوس لا روزا لاعب كرة قدم بيروفي.
- 10 مارس – ويليام تشيروخو لاعب كرة قدم.

### أبريل
- 4 أبريل – كارلوس اوريخويلا لاعب كرة قدم بيروفي.

### يونيو
- 5 يونيو – جويل بينتو لاعب كرة قدم.

### يوليو
- 9 يوليو – يهويل هيريرا لاعب كرة قدم بيروفي.

### أغسطس
- 11 أغسطس – رينزو شيبوت

### سبتمبر
- 14 سبتمبر – لويس هورنا لاعب كرة مضرب بيروفي.

## وفيات

### يونيو
- 29 يونيو – خورخي باسادري (مواليد 1903) مؤرخ بيروفي.